# Takayama Minami
Takayama Minami (高山 みなみ (Cao-Sơn Nam)), tên khai sinh là Arai Izumi (新井 泉 (Tân-Tĩnh Tuyền)), sinh ngày 5 tháng 5 năm 1964 tại Adachi, Tokyo là một ca sĩ và diễn viên lồng tiếng nổi tiếng của Nhật Bản. Cô cũng là thành viên của nhóm nhạc pop Two-Mix, và từng là thành viên của nhóm DoCo khi nhóm này còn hoạt động.
Cô được biết đến nhiều qua việc lồng tiếng với các vai Kiki và Ursula trong Kiki's Delivery Service, Tendo Nabiki trong Một nửa Ranma, Moomin trong Moomin, Kurogane Yaiba trong Yaiba, Inadera Rantarō trong Ninja loạn thị, và Edogawa Conan trong Thám tử lừng danh Conan. Minami và Nagano Shiina, hai thành viên của Two-Mix, cũng từng xuất hiện trong bộ manga Thám tử lừng danh Conan của Aoyama Gosho, chồng cũ của Minami.

## Tiểu sử
Takayama Minami tên thật là Arai Izumi (新井 泉 Arai Izumi). Cô khởi đầu sự nghiệp lồng tiếng của mình vào năm 1987 với vai Ajiyoshi Yōichi trong phim hoạt hình Mister Ajikko.
Khoảng đầu thập niên 1990, Minami lúc đó đang là một diễn viên lồng tiếng và tham gia một ban nhạc indie có tên Re-X, đã gặp gỡ Nagano Shiina qua một người bạn. Năm 1992, Minami cho phát hành một album solo với sự hợp tác của Shiina. Năm 1995, hai người đã cùng nhau thành lập nên nhóm Two-Mix, trong đó Minami là người soạn nhạc và hát chính, còn Shiina viết lời và chơi nhạc cụ. Nhóm nhạc này đã từng được đưa vào bộ manga Thám tử lừng danh Conan ở file 144-146 (tập 16) của Aoyama Gosho, và xuất hiện thoáng qua ở file 295 (tập 29).
Minami kết hôn với tác gia truyện tranh Aoyama Gosho vào ngày 5 tháng 5 năm 2005, đúng vào sinh nhật lần thứ 41 của cô. Hai người đã quen nhau từ khoảng 10 năm trước đó, khi Minami lồng tiếng cho nhân vật Yaiba, và sau đó là Edogawa Conan, các nhân vật trong tác phẩm của Aoyama Gosho. Sau nhiều cuộc gặp gỡ ở các sự kiện, những buổi tiệc, hai người bắt đầu hẹn hò từ năm 2004. Tuy nhiên, cuộc hôn nhân của hai người cũng không tồn tại lâu dài, và đã kết thúc vào ngày 10 tháng 12 năm 2007.

## Sự nghiệp lồng tiếng
Vai chính được in đậm.

### Anime truyền hình
| 1987 | - Mister Ajikko, vai Yōichi Ajiyoshi |
| 1988 | - Little Lord Fauntleroy, vai Roy - Oishinbo, vai Terue Yumemi |
| 1989 | - Dash! Yonkuro, vai Aoi Hyūga - Một nửa Ranma, vai Nabiki Tendo - City Hunter 3, vai Mei Asaoka |
| 1990 | - Magical Tarurūto-kun, vai Honmaru Edojō - Moomin, vai Moomin |
| 1991 | - Holly the Ghost, vai Kaori |
| 1992 | - Cooking Papa, vai Makoto Araiwa, Miyuki Araiwa - Hime-chan's Ribbon, vai Shintarō Kobayashi, Ichiko Kamikura                                                                                              |
| 1993 | - Ninja loạn thị, vai Rantarō Inadera - Yaiba, vai Yaiba Kurogane |
| 1994 | - Magic Knight Rayearth, vai Ascot - YuYu Hakusho, vai Mukuro |
| 1996 | - Thám tử lừng danh Conan, vai Edogawa Conan, Takayama Minami (chính mình, tập 81 và 82), Aoko Nakamori (tập 219, OVA 4), Goro - The Vision of Escaflowne, vai Dilandau Albatou, Serena Shezal, Prince Chid |
| 1998 | - Gasaraki, vai Rin Ataka |
| 1999 | - Jibaku-kun, vai Silver (lúc trẻ) - Pokémon, vai Hiroshi - Starship Girl Yamamoto Yohko, vai Yohko Yamamoto                                                                                                |
| 2000 | - Android Kikaider, vai Chigusa Sakamoto - Descendants of Darkness, vai Hijiri Minase - Shinzo, vai Mushra, Mushrambo                                                                                       |
| 2001 | - Cyborg 009, vai Artemis - Project ARMS, vai Kei Kuruma - Shaman King, vai Hao Asakura - The SoulTaker, vai Mio Date - Touch, vai Alice                                                                    |
| 2002 | - Ghost in the Shell: Stand Alone Complex, vai Kuroha - Monkey Typhoon, vai Mion |
| 2003 | - Astro Boy, vai Shin'ichi - Pokémon Chronicles, vai Hiroshi |
| 2004 | - Ghost in the Shell: S.A.C. 2nd GIG, vai Chai - Kyo Kara Maou!, vai Anissina von Karbelnikoff - Maria-sama ga Miteru, vai Former Rosa Gigantea                                                             |
| 2005 | - Black Cat, vai Train Heartnet (lúc nhỏ) - Digital Monster X-Evolution, vai Dorumon, Dorugamon, DoruGreymon, Alphamon                                                                                      |
| 2006 | - Majin tantei Neuro, vai aya asheia - D.Gray-man, vai Anita - Ghost Slayers Ayashi, vai Kyōsai Kawanabe - Kenichi: The Mightiest Disciple, vai Kisara Nanjō                                                |
| 2007 | - Claymore, vai Irene - GeGeGe no Kitaro, vai Kitarō |
| 2008 | - Megumi, vai Yokota Megumi - Mobile Suit Gundam 00, vai Kati Mannequin - Mobile Suit Gundam 00 Second Season, vai Kati Mannequin and Red Haro - Porphy no Nagai Tabi, vai Rebecca                          |
| 2009 | - GA Geijutsuka Art Design Class, vai Sasamoto-sensei - Fullmetal Alchemist: Brotherhood, vai Envy - Lupin III vs Detective Conan, vai Edogawa Conan                                                        |
| 2010 | - HeartCatch PreCure!, vai Dark Precure - Digimon Xros Wars, vai Taiki Kudou |
| 2011 | - Pokemon Best Wishes!, vai Luke - Tales of Symphonia: The United World, vai Mithos Yggdrasill - Digimon Xros Wars: Toki wo Kakeru Shounen Hunter-tachi, vai Taiki Kudou                                    |
| 2012 | - Senki Zesshō Symphogear, vai Kanade Amō - Pretty Rhythm Dear My Future, vai Yong Hwa |

### Anime điện ảnh
| 1988 | - Kiki's Delivery Service, vai Kiki, Ursula |
| 1995 | - Whisper of the Heart, vai Kosaka-sensei |
| 1997 | - Thám tử lừng danh Conan: Quả bom chọc trời, vai Edogawa Conan                                                                                                   |
| 1998 | - Thám tử lừng danh Conan: Mục tiêu thứ 14, vai Edogawa Conan |
| 1999 | - Thám tử lừng danh Conan: Ảo thuật gia cuối cùng của thế kỷ, vai Edogawa Conan                                                                                   |
| 2000 | - Thám tử lừng danh Conan: Thủ phạm trong đôi mắt, vai Edogawa Conan - Escaflowne, vai Dilandau Albatou                                                           |
| 2001 | - Thám tử lừng danh Conan: Những giây cuối cùng tới thiên đường, vai Edogawa Conan - Princess Arete, vai Ampule                                                   |
| 2002 | - Thám tử lừng danh Conan: Bóng ma phố Baker, vai Edogawa Conan                                                                                                   |
| 2003 | - Thám tử lừng danh Conan: Mê cung trong thành phố cổ, vai Edogawa Conan                                                                                          |
| 2004 | - Thám tử lừng danh Conan: Nhà ảo thuật với đôi cánh bạc, vai Edogawa Conan                                                                                       |
| 2005 | - Thám tử lừng danh Conan: Âm mưu trên biển, vai Edogawa Conan |
| 2006 | - Thám tử lừng danh Conan: Lễ cầu hồn của thám tử, vai Edogawa Conan                                                                                              |
| 2007 | - Thám tử lừng danh Conan: Kho báu dưới đáy đại dương, vai Edogawa Conan - Highlander: The Search for Vengeance, vai Joe                                          |
| 2008 | - Thám tử lừng danh Conan: Tận cùng của sự sợ hãi, vai Edogawa Conan                                                                                              |
| 2009 | - Thám tử lừng danh Conan: Truy lùng tổ chức Áo Đen, vai Edogawa Conan                                                                                            |
| 2010 | - Thám tử lừng danh Conan: Con tàu biến mất giữa trời xanh, vai Edogawa Conan - Mobile Suit Gundam 00 the Movie: Awakening of the Trailblazer, vai Kati Mannequin |
| 2011 | - Thám tử lừng danh Conan: 15 phút tĩnh lặng, vai Edogawa Conan                                                                                                   |
| 2012 | - Thám tử lừng danh Conan: Tiền đạo thứ 11, vai Edogawa Conan |
| 2013 | - Thám tử lừng danh Conan: Con mắt bí ẩn ngoài biển xa, vai Edogawa Conan - Lupin the 3rd vs. Detective Conan: The Movie, vai Edogawa Conan                       |
| 2014 | - Thám tử lừng danh Conan: Sát thủ bắn tỉa không tưởng, vai Edogawa Conan                                                                                         |
| 2015 | Thám tử lừng danh Conan: Hoa hướng dương rực lửa, vai Edogawa Conan                                                                                               |
| 2016 | Thám tử lừng danh Conan: Cơn ác mộng đen tối, vai Edogawa Conan                                                                                                   |
| 2017 | Thám tử lừng danh Conan: Bản tình ca màu đỏ thẫm, vai Edogawa Conan                                                                                               |
| 2018 | Thám tử lừng danh Conan: Kẻ hành pháp Zero, vai Edogawa Conan |
| 2019 | Thám tử lừng danh Conan: Cú đấm Sapphire xanh, vai Edogawa Conan và Athur Hirai                                                                                   |
| 2021 | Thám tử lừng danh Conan: Viên đạn đỏ, vai Edogawa Conan |
| 2022 | Thám tử lừng danh Conan: Nàng dâu Halloween, vai Edogawa Conan |
| 2023 | Thám tử lừng danh Conan: Tàu ngầm sắt màu đen, vai Edogawa Conan                                                                                                  |

### Phim OVA
| 1991 | - Slow Step, vai Minatsu Nakazato |
| 1994 | - Cosmic Fantasy, vai Yū |
| 1995 | - Elementalors, vai Saori |
| 1997 | - Starship Girl Yamamoto Yohko, vai Yohko Yamamoto |
| 1998 | - Tekken: The Motion Picture, vai Nina Williams, Kazuya Mishima (lúc trẻ), Jin Kazama |
| 2000 | - Conan vs Kid vs Yaiba - The Decisive Battle over the Treasured Sword!, vai Edogawa Conan, Yaiba |
| 2001 | - Hikarian, vai Nozomi |
| 2002 | - 16 Suspects!?, vai Edogawa Conan - Macross Zero, vai Nora Polyansky |
| 2003 | - Conan and Heiji and the Vanished Boy, vai Edogawa Conan - .hack//GIFT, vai Mia |
| 2004 | - Conan and Kid and the Crystal Mother, vai Edogawa Conan |
| 2005 | - The Target is Kogorō Mōri!! The Detective Boys' Secret Investigation, vai Edogawa Conan |
| 2006 | - Pursuit of the Vanished Diamond! Conan, Heiji vs Kid, vai Edogawa Conan |
| 2007 | - A Written Challenge from Agasa! Agasa vs Conan & the Detective Boys, vai Edogawa Conan - Detective Conan Magic File, vai Edogawa Conan - Kyo Kara Maoh! R, vai Anissina von Karbelnikoff - Tsubasa: Tokyo Revelations, vai Nataku, Kasumizuki |
| 2008 | - High School Girl Detective Sonoko Suzuki's Case Files, vai Edogawa Conan |
| 2009 | - Stranger in 10 Years, vai Edogawa Conan - Detective Conan Magic File 3 "Shinichi and Ran — The Memories from Mahjong pieces and Tanabata", vai Edogawa Conan và Kudo Shinichi (lúc nhỏ) - Cobra the Space Pirate: Time Drive, vai Emeralda    |
| 2010 | - Kid in Trap Island, vai Edogawa Conan - Detective Conan Magic File 4 "Osaka Okonomiyaki Odyssey", vai Edogawa Conan |
| 2011 | - The Secret Order from London, vai Edogawa Conan - Detective Conan Magic File 2011 "The Niigata-Tokyo Souvenir Capriccio", vai Edogawa Conan                                                                                                   |
| 2012 | - The Miracle of Excalibur, vai Edogawa Conan - Detective Conan Magic File 2012 "Fantasista Flower", vai Edogawa Conan |
| 2015 | - Love Live! The School Idol Movie, vai Nữ ca sĩ bí ẩn |

### Phim nước ngoài lồng tiếng
| 1987 | - Stand by Me, vai Chris Chambers (River Phoenix) |
| 1989 | - The Land Before Time, vai Littlefoot (Gabriel Damon) |
| 1990 | - The NeverEnding Story II: The Next Chapter, vai Atreyu (Kenny Morrison) - Robocop 2, vai Hob (Gabriel Damon) - Twin Peaks, vai Donna Hayward (Lara Flynn Boyle) |
| 1992 | - Back to the Future Part II, vai Video Game Boy #1 (Elijah Wood) (TV Asahi Dub)                                                                                  |
| 1993 | - Boy Meets World, vai Shawn Hunter (Rider Strong) |
| 1994 | - The Good Son, vai Mark Evans (Elijah Wood) - The War, vai Stu (Elijah Wood) - Sister Act 2: Back in the Habit, vai Rita Watson (Lauryn Hill)                    |
| 1996 | - Flipper, vai Sandy Ricks (Elijah Wood) |
| 1998 | - An American Tail: The Treasure of Manhattan Island, vai Cholena                                                                                                 |
| 1999 | - Ed, Edd n Eddy, vai Kevin |
| 2000 | - Những thiên thần của Charlie, vai Alex Munday (Lucy Liu) - Music of the Heart, vai Lexi (Kieran Culkin)                                                         |
| 2002 | - Resident Evil, vai Rain (Michelle Rodriguez) |
| 2003 | - Charlie's Angels: Full Throttle, vai Alex Munday (Lucy Liu) - Kill Bill, vai Elle Driver (Daryl Hannah)                                                         |
| 2004 | - Kill Bill, vai Elle Driver (Daryl Hannah) |
| 2006 | - The Queen, vai Queen Elizabeth II (Helen Mirren) - Monster House, vai DJ (Mitchel Musso)                                                                        |
| 2014 | - My Little Pony: Friendship Is Magic, vai Daring Do (Chiara Zanni)                                                                                               |

### Games
- Psychic Force 2012, vai Emilio Michaelov

| 1992 | - Tengai Makyō II: Manjimaru, vai Matsuri |
| 1993 | - Tengai Makyō: Fuun Kabukiden, vai Matsuri |
| 1995 | - Linda Cube, vai Linda |
| 1996 | - PoPoLoCrois, vai Pietro - Psychic Force, vai Emilio Michaelov - Virtua Fighter 3, vai Pai Chan                                                                  |
| 1997 | - Linda Cube Again, vai Linda |
| 2000 | - Digimon World, vai Protagonist |
| 2001 | - Virtua Fighter 4, vai Pai Chan |
| 2002 | - .hack//Infection, vai Mia - .hack//Mutation, vai Mia - .hack//Outbreak, vai Mia                                                                                 |
| 2003 | - .hack//Quarantine, vai Mia - Mega Man X7, vai Axl - Tales of Symphonia, vai Mithos Yggdrasill                                                                   |
| 2004 | - Gungrave: Overdose, vai Spike Hubie - Mega Man X: Command Mission, vai Axl - Mega Man X8, vai Axl                                                               |
| 2005 | - Super Robot Wars Alpha 3, vai Ruach Ganeden |
| 2006 | - Virtua Fighter 5, vai Pai Chan |
| 2007 | - Case Closed: The Mirapolis Investigation, vai Edogawa Conan - Tales of Fandom Vol.2, vai Mithos Yggdrasill                                                      |
| 2008 | - Super Smash Bros. Brawl, vai Pit |
| 2012 | - Dead or Alive 5, vai Pai Chan - Project X Zone, vai Pai Chan - Kid Icarus: Uprising, vai Pit - Super Danganronpa 2: Farewell Despair Academy, vai Hajime Hinata |
| 2013 | - Danganronpa 1.2 Reload, vai Hajime Hinata |
| 2017 | - Honkai Impact 3rd, vai Fu Hua |

### Drama CD
| 1991 | - Video Girl Ai, vai Ai Amano                                                             |
| 1994 | - Fushigi Yūgi, vai Nuriko - Rurouni Kenshin, vai Myōjin Yahiko                           |
| 1997 | - Dòng sông huyền bí, vai Yuri Suzuki                                                     |
| 2000 | - M to N no Shōzō, vai Natsuhiko Amakusa - Chrono Crusade, vai Chrono                     |
| 2001 | - Angel Heart, vai Li Xiang Ying - Shaman King, vai Hao Asakura - W Juliet, vai Ito Miura |
| 2004 | - Kyo Kara Maou!, vai Anissina von Karbelnikoff                                           |